# جائزة ميغيل إندوراين 2018
جائزة ميغيل إندوراين 2018 (بالإسبانية: Gran Premio Miguel Induráin )‏ هو سباق دراجات هوائية، وهو الموسم رقم 70 من السباق، وأقيم في 31 مارس 2018، وامتدّ لمسافة 186 كيلومتر، وهو أحد سباقات طواف أوروبا للدراجات 2018، وهو من نوع سباق يوم واحد، وهو من نوع سباق الدراجات، وقد شارك في السباق 115 متسابقاً ووصل إلى نهايته 78 متسابقاً.
فاز فيه بالمركز الأول أليخاندرو بالبيردي، وبالمركز الثاني كارلوس فيرونا، وبالمركز الثالث نيك شولتز.

## الفرق
| فرق عالمية (3)- Movistar Team - Mitchelton-Scott - Katusha-Alpecin فرق قارية محترفة (7)- يوسكادي مورياس 2018 ‏ - برجس بي إتش 2018 ‏ - ديلكو ‏ - Direct Énergie - كاجا رورال-سيغوروس 2018 ‏ - نوفو نورديسك 2018 ‏ - Rally Cycling فرق قارية (7)- W52–FC Porto ‏ - Inteja Dominican Cycling Team ‏ - أوسكالتيل أوسكادي ‏ - إيولو كوميت ‏ - Interpro Cycling Academy ‏ - Rádio Popular–Paredes–Boavista ‏ - Lokosphinx ‏ |  |
| |  |

## التصنيف العام النهائي
| التصنيف العام | التصنيف العام      | التصنيف العام | التصنيف العام                 | التصنيف العام     |        |
| الدراج        | الدراج             | البلد         | الفريق                        | الوقت             | السرعة |
| ------------- | ------------------ | ------------- | ----------------------------- | ----------------- | ------ |
| 1.            | أليخاندرو بالبيردي | إسبانيا       | موفيستار                      | 4 س 41 دقيقة 18 ث |        |
| 2.            | كارلوس فيرونا      | إسبانيا       | Mitchelton-Scott              | + 20 ث            |        |
| 3.            | نيك شولتز          | أستراليا      | Caja Rural-Seguros RGA        | + 1 دقيقة 04 ث    |        |
| 4.            | إدوارد براديس      | إسبانيا       | Euskadi Basque Country-Murias | + 1 دقيقة 16 ث    |        |
| 5.            | كارلوس بيتانكور    | كولومبيا      | موفيستار                      | + 1 دقيقة 16 ث    |        |
| 6.            | مارك سولير         | إسبانيا       | موفيستار                      | + 1 دقيقة 19 ث    |        |
| 7.            | النر زكرين         | روسيا         | كاتوشا ألبيسين                | + 1 دقيقة 30 ث    |        |
| 8.            | ليليان كالجمان     | فرنسا         | Direct Énergie                | + 1 دقيقة 43 ث    |        |
| 9.            | سيمون سبيلاك       | سلوفينيا      | كاتوشا ألبيسين                | + 1 دقيقة 43 ث    |        |
| 10.           | ديمتري ستراخوف     | روسيا         | Lokosphinx                    | + 2 دقيقة 03 ث    |        |

## وصلات خارجية
- الموقع الرسمي
- جائزة ميغيل إندوراين 2018 على موقع إحصائيات الدراجات الإحترافية (الإنجليزية)